# Costera de Ranes
La Costera de Ranes es una histórica comarca de la Comunidad Valenciana que actualmente se encuentra integrada en la comarca de La Costera. Formaban parte de la misma los municipios actuales de Alcudia de Crespins, Canals, Cerdá, La Granja de la Costera, Llanera de Ranes, Llosa de Ranes, Novelé, Rotglá y Corbera, Torrella, y Vallés. Aparece en el mapa de comarcas de Emili Beüt "Comarques naturals del Regne de València" publicado en el año 1934.